# Adelia triloba
Adelia triloba es una especie de árbol perteneciente a la familia Euphorbiaceae, dentro de la subfamilia Acalyphoideae. Es originario de América.

## Descripción
Es un árbol o arbusto con ramitas lisas, a veces espinosas, sin látex; plantas dioicas. Hojas alternas, simples, elípticas a obovadas, 5–20 cm de largo y 2–7 cm de ancho, ápice acuminado-cuspidado, base redondeado-atenuada a subcordada, márgenes enteros, glabras excepto por penachos de tricomas a lo largo de los nervios principales; pecíolos 3–9 mm de largo, estípulas acuminadas, 1–3 mm de largo, caducas. Fascículos axilares, flores apétalas; flores estaminadas con 5 sépalos, valvados, 2–2.3 mm de largo, pubescentes, disco carnoso, 1–1.3 mm de diámetro, estambres mayormente 13–16, filamentos connados en la base, columna estaminal terminando en un pistilodio; flores pistiladas con pedicelos 2–7 cm de largo cuando en fruto, sépalos 6, reflexos, linear-lanceolados, 3–6.5 mm de largo, pubescentes, disco carnoso, ovario pubescente, 3-locular, 1 óvulo por lóculo, estilos libres o casi así, mayormente 1.5–3.5 mm de largo, profundamente lacerados. Fruto capsular, cocos connados solamente en la parte media inferior, 7–11 mm de diámetro; semillas subglobosas u oblatas, 3–4 mm de diámetro, lisas, ecarunculadas.

## Distribución
Especie poco común, se encuentra en bosques perennifolios y a lo largo de los márgenes de ríos y canales, en las zonas norcentral y atlántica; a una altitud de 0–1000 metros; desde Nicaragua hasta Ecuador.

## Taxonomía
Adelia triloba fue descrita por (Müll.Arg.) Hemsl. y publicado en Biologia Centrali-Americana; . . . Botany 3(15): 130. 1883.
Etimología
Adelia: nombre genérico qu deriva de las palabras griegas α, que significa "no", y δήλος ( delos ), que significa "visible". Se refiere a las dificultades experimentadas por Linnaeus en la interpretación del género.
triloba: epíteto latíno que significa "con tres lóbulos"
Sinonimia
- Ricinella triloba Müll.Arg.[5][6]